# Pon de Floor
Pon de Floor è un singolo del gruppo musicale statunitense Major Lazer, pubblicato nel 2009 ed estratto dal loro primo album in studio Guns Don't Kill People... Lazers Do. Il brano vede la collaborazione del DJ olandese Afrojack e del cantante giamaicano Vybz Kartel.

## Tracce
- 12"

1. Pon de Floor – 3:33
2. Pon de Floor (Drop the Lime Remix) – 4:06
3. Pon de Floor (Ninjasonik Remix)
4. Pon de Floor (Blue Bear Remix) – 4:15

- Download digitale – EP 1

1. Pon de Floor (radio edit) – 3:05
2. Pon de Floor (The Streets Remix) – 3:07
3. Pon de Floor (Drop the Lime Remix) – 4:06
4. Pon de Floor (Blue Bear Remix) – 4:15
5. Pon de Floor (Camo UFOs Jungle Edit) – 4:32

- Download digitale – EP 2

1. Pon de Floor – 3:33
2. Pon de Floor (The Streets Remix) – 3:07
3. Pon de Floor (Drop the Lime Remix) – 4:06
4. Pon de Floor (Blue Bear Remix) – 4:15
5. Pon de Floor (Mike B vs. Nate Day Remix) – 4:32

## Video
Il videoclip della canzone è stato diretto da Eric Wareheim.